# Margaux Farrell
Margaux Farrell, née le 22 août 1990 à Glen Rock (New Jersey), est une nageuse franco-américaine.
Elle étudie et s'entraîne à l'Université d'Indiana à Bloomington jusqu'en 2012, date à laquelle elle rejoint l'Université de Californie du Sud (USC Annenberg School for Communication & Journalism).
Elle travaille ensuite pour une chaîne de télévision au Texas.

## Palmarès

### Championnats d'Europe de natation
- Championnats d'Europe de natation de 2010 à Budapest (Hongrie)
  -  Médaille d'argent au titre du relais 4 × 200 m nage libre

### Jeux olympiques
- Jeux olympiques de 2012 à Londres (Royaume-Uni) 
  -  Médaille de bronze au titre du relais 4 × 200 m nage libre

## Distinctions
- Chevalier de l'ordre national du Mérite (décret du 31 décembre 2012)[2]